# Anatol Schmied-Kowarzik
Anatol Schmied-Kowarzik (geboren am 13. Januar 1968 in Hüttental-Weidenau (heute Siegen)) ist ein in Österreich wirkender deutscher Historiker (Schwerpunkt: späte Habsburgmonarchie).

## Leben
Anatol Schmied-Kowarzik ist der Sohn des Philosophen Wolfdietrich Schmied-Kowarzik und der Lehrerin und Buchautorin Iris, geb. von Gottberg.
Nach seinem Studium der Geschichte und Philosophie in Heidelberg und Wien (Promotion 2001) arbeitet er seit 2000 an dem Editionsprojekt „Die Ministerratsprotokolle Österreichs und der österreichisch-ungarischen Monarchie 1848–1918“, das seit 2017 am Institute for Habsburg and Balkan Studies der Österreichischen Akademie der Wissenschaften institutionell eingebunden ist. Seit 2015 ist er der wissenschaftliche Leiter dieses Projektes.
2023 hat sich Anatol Schmied-Kowarzik an der Universität Wien am Institut für Österreichische Geschichtsforschung habilitiert.

## Privates
Seit 2000 ist Anatol Schmied-Kowarzik mit Margret, geb. Handler, verheiratet, gemeinsam haben sie einen Sohn Nikolaj.

## Schriften
- Die Verhandlungen zum zweiten wirtschaftlichen Ausgleich zwischen Österreich und Ungarn, ungedruckte Diplomarbeit, Wien 1996.

- Die Protokolle des österreichischen Ministerrates 1848–1867. II. Abteilung. Das Ministerium Schwarzenberg, Band 2, 8. Jänner 1850–30. April 1850, bearbeitet und eingeleitet von Thomas Kletečka und Anatol Schmied-Kowarzik, unter Mitarbeit von Andreas Gottsmann, Wien 2005.

- Die Protokolle des österreichischen Ministerrates 1848–1867. II. Abteilung. Das Ministerium Schwarzenberg, Band 3, 1. Mai 1850–30. September 1850, bearbeitet und eingeleitet von Thomas Kletečka und Anatol Schmied-Kowarzik, unter Mitarbeit von Andreas Gottsmann, Wien 2006.

- Unteilbar und untrennbar? Die Verhandlungen zwischen Cisleithanien und Ungarn zum gescheiterten Wirtschaftsausgleich 1897 (= Wiener Schriften zur Geschichte der Neuzeit 8), Innsbruck/Wien/Bozen 2010.

- Die Protokolle des österreichischen Ministerrates 1848–1867. II. Abteilung. Das Ministerium Schwarzenberg, Band 4, 14. Oktober 1850–30. Mai 1851, bearbeitet und eingeleitet von Thomas Kletečka, unter Mitarbeit von Anatol Schmied-Kowarzik, Wien 2011.

- Die Protokolle des gemeinsamen Ministerrates der österreichisch-ungarischen Monarchie. VI: 1908–1914, bearbeitet von Anatol Schmied-Kowarzik, Budapest 2011.

- Die Protokolle des österreichischen Ministerrates 1848–1867. II. Abteilung. Das Ministerium Schwarzenberg, Band 5, 4. Juni 1851–5. April 1852, bearbeitet und eingeleitet von Thomas Kletečka und Anatol Schmied-Kowarzik, Wien 2013.

- Die Sackgasse. Warum die Finanzkrise nicht begriffen wird. Wien 2013.

- Die Habsburgermonarchie und der Erste Weltkrieg, 2. Teilband: Weltkriegsstatistik Österreich-Ungarn 1914–1918. Bevölkerungsbewegung, Kriegstote, Kriegswirtschaft, bearbeitet von Helmut Rumpler und Anatol Schmied-Kowarzik (= Die Habsburgermonarchie 1848–1918, XI/2, Wien 2014).

- Helmut Rumpler, Harald Heppner, Erwin A. Schmidl (Hrsg.): Die Habsburgermonarchie und der Erste Weltkrieg, 1. Teilband in 2 Teilen: Der Kampf um die Neuordnung Mitteleuropas, Redaktion Anatol Schmied-Kowarzik (= Die Habsburgermonarchie 1848–1918, XI/1, Wien 2016).

| Personendaten    | Personendaten                     |
| ---------------- | --------------------------------- |
| NAME             | Schmied-Kowarzik, Anatol          |
| KURZBESCHREIBUNG | deutscher Historiker              |
| GEBURTSDATUM     | 13. Januar 1968                   |
| GEBURTSORT       | Hüttental-Weidenau (heute Siegen) |